# Gisela M. A. Richter

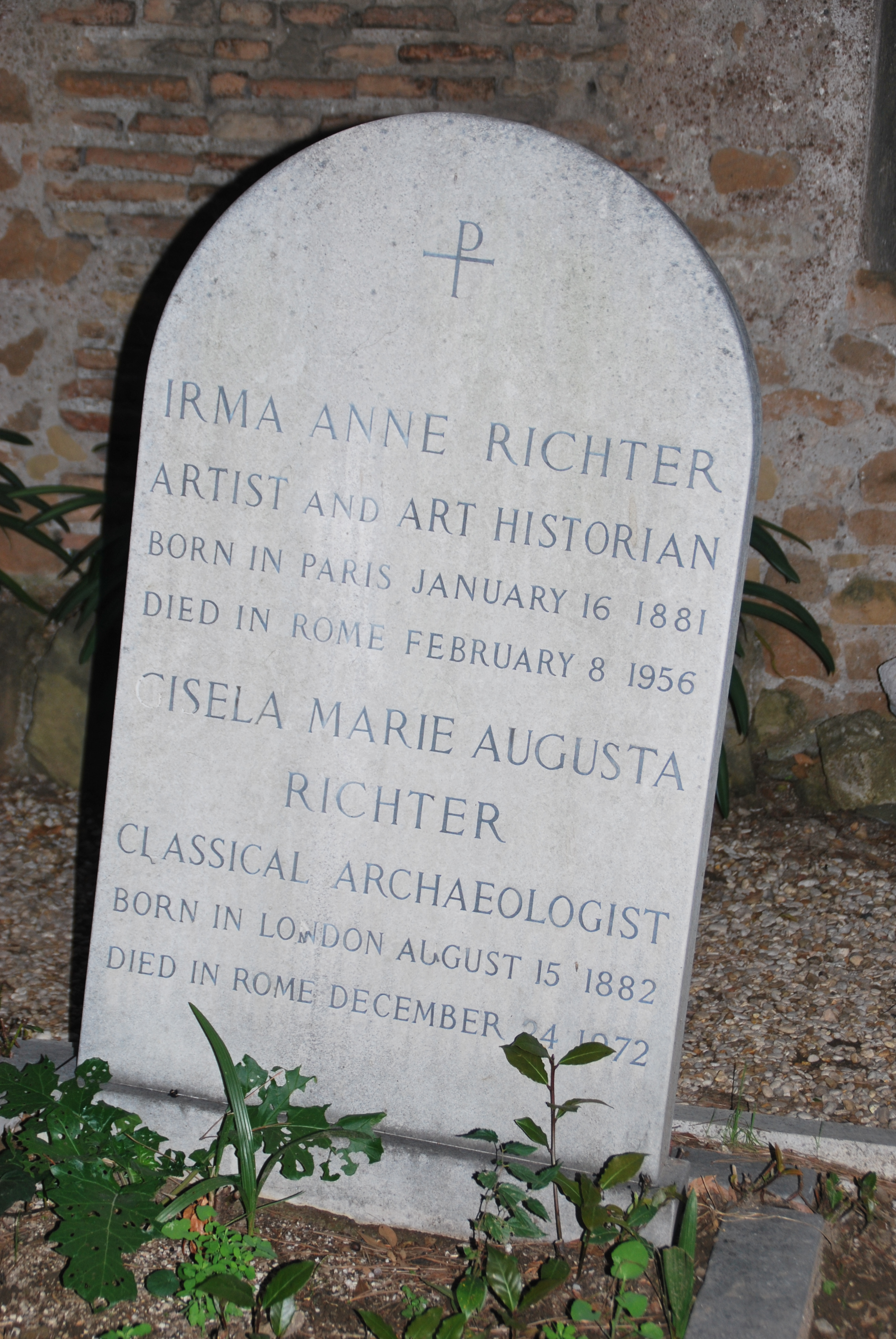
Tumba de Gisela Richter en el Cementerio protestante de Roma.

Gisela Marie Augusta Richter (Londres, 15 de agosto de 1882-Roma, 24 de diciembre de 1972)  (90 años) fue una arqueóloga estadounidense.

## Biografía
Estudió en Florencia. Después en Roma fue alumna de Emmanuel Loewy. Siguió luego cursos en el Girton College de Cambridge donde tuvo a Katharine Jex-Blake de profesora.
Miembro de la Escuela Británica de Atenas (1904-1905), estudió los vasos griegos pintados y se hizo amiga de Harriet Boyd-Hawes. Esta la introdujo en el Museo Metropolitano de Arte Museo Metropolitano de Arte donde llegó a ser comisaria (1925) del Departamento de arte griego y romano, la primera mujer en asumir esta función en Estados Unidos, cargo que ocupó hasta 1948, cuando se convirtió en Conservadora honoraria hasta su muerte en 1972. Durante veinticinco años enriqueció las colecciones del Museo, se consagró a la cerámica antigua y redactó un catálogo monumental. o
Después de su jubilación en 1952, se instaló en Roma donde trabajó de redactora del Handbook of Greek Art (1959). Fue miembro de la American Academy in Rome, de la Accademia Pontificia Romana di Archeologia y de la Accademia Nazionale dei Lincei. Su piso en Roma acogía un verdadero círculo de arqueólogos universales.
Dio clases en la Universidad de Columbia, Universidad de Yale, Bryn Mawr College y Oberlin College. Como autora de numerosos libros populares sobre arte clásico, tuvo una enorme influencia en la comprensión y apreciación del público en general sobre el tema. En 1944, recibió el premio de la American Association of University Women.

## Publicaciones
- Greek, Etruscan and Roman Bronzes, 1915
- Catalogue of Engraved Gems of the Classical Style 1920
- The Craft of Athenian Pottery, 1923
- Ancient Furniture, 1926
- Handbook of the Classical Collections, 1927 Sculpture and Sculptors of the Greeks, 1929
- Animals in Greek Sculpture: A Survey 1930
- Red-Figured Athenian Vases in the Metropolitan Museum of Art, 1936
- Handbook of the Etruscan Collection, 1940
- Ancient Gems from the Evans and Beatty Collections ,1942
- Red-Figured Athenian Vases in the Metropolitan Museum of Art, 1936
- Greek Painting : The Development of Pictorial Representation from Archaic to Graeco-Roman Times, 1944
- Attic Red-Figured Vases, 1946
- A Brief Guide to the Greek Collection, 1947
- Roman Portraits, 1948
- Archaic Greek Art against Its Historical Background, 1949
- Three Critical Periods in Greek Sculpture, 1952
- Attic Black-Figured Kylikes, 1953
- Handbook of the Greek Collection,, 1953
- Catálogo of Greek Sculptures, 1954
- Ancient Italy, 1955
- Catalogue of Greek and Roman Antiquities in the Dumbarton Oaks Collection, 1956
- The Archaic Gravestones of Attica, 1961
- Greek Portraits, Latomus, 4 vols., 1955-1964
- The Furniture of the Greeks, Etruscans, and Romans, 1966
- Korai: Archaic Greek Maidens, 1968
- Perspective in Greek and Roman Art, 1970
- Engraved Gems of the Greeks and the Etruscans, Praeger, 1965-1971
- El arte griego. Barcelona: Destino. 1980. ISBN 84-233-1018-3.